# Annales martyrum
Os Annales martyrum são uma composição analística medieval ibérica com notícias dispostas em ordem cronológica, a maior parte delas sobre os mártires cristãos.
Conhecem-se duas versões medievais do texto. A primeira foi copiada num fólio acrescentado ao chamado Códice de Azagra no século X, e provavelmente foi escrita no Mosterio de Cardeña. A segunda encontra-se no Códice de Roda, manuscrito elaborado na Rioja nos fins do século X, e nela a série analística vai precedida por uma lista de dez imperadores romanos que perseguiram aos cristãos,a Nomina imperatorum qui christianis persequuti sunt .
1. ↑  Martín, José Carlos (2011), “Los Annales martyrum transmitidos por Madrid, BN, 10029 y Madrid, BRAH, 78: edición, estudio y panorámica de su influencia en la literatura analística latina de la Hispania medieval”, Anuario de Estudios Medievales 41: 311-341; Bautista, Francisco (2016), “Sobre el origen e influencia de los Annales martyrum”, Hispania Sacra 68: 477-490.
2. ↑  Madrid: Biblioteca Nacional de España, 10029, fol. 144v. Esta versão dos Annales martyrum foi publicada em Flórez, Enrique (1751). España Sagrada, vol. 6, Madrid: Oficina de Antonio Marín, 347-350, e posteriormente em Martín, José Carlos (2011), “Los Annales martyrum transmitidos por Madrid, BN, 10029 y Madrid, BRAH, 78: edición, estudio y panorámica de su influencia en la literatura analística latina de la Hispania medieval”, Anuario de Estudios Medievales 41: 313-314.
3. ↑  Madrid: Biblioteca de la Real Academia de la Historia, 78, fol. 193. Publicada em Martín, José Carlos (2011), “Los Annales martyrum transmitidos por Madrid, BN, 10029 y Madrid, BRAH, 78: edición, estudio y panorámica de su influencia en la literatura analística latina de la Hispania medieval”, Anuario de Estudios Medievales 41: 318-320.
4. ↑  Furtado, Rodrigo (2020). «Emulating Neighbours in Medieval Iberia Around 1000: A Codex from La Rioja (Madrid, RAH, cód. 78)». Conflict and Collaboration in Medieval Iberia (em inglês). [S.l.]: Cambridge Scholars Publishing. pp. 57–58. ISBN 978-1-5275-5454-2